# Pyrénair
Pyrénair ou Pyrénair-Gaspé (code IATA : YD) était une compagnie aérienne régionale française dite de 3e niveau basée sur l'aéroport de Pau-Pyrénées et effectuant des liaisons aériennes régulières dans le Sud-Ouest de la France. 

## Histoire
La compagnie Pyrénair-Gaspé est créée en 1968 par Fernand Gaspé. Elle a ses bureaux à Sévignacq-Meyracq mais est implantée opérationnellement sur l'aéroport de Pau-Uzein. 
Elle commençait d'abord une activité d'avion-taxi puis une première liaison régulière entre Pau et Toulouse en 1972 viendra ensuite une liaison entre Pau et Bordeaux. 
En 1970, la compagnie rejoint l'ATAR, l'Association des transporteurs aériens régionaux, un syndicat professionnel qui regroupe les compagnies Air Alpes, Air Alsace, Air Aquitaine, Air Languedoc, Air Rouergue, Air Antilles, Air Martinique et Guyane Air Transport présidé par Michel Ziegler, fondateur d'Air Alpes. 
En 1973, Air Limousin, implantée sur l'aéroport de Limoges, reprenait 73% de Pyrénair.  
Pour la maintenance, Pyrénair s'appuyait sur la compagnie Air Alpes. Air Rouergue (basée à Rodez) entrait au capital de la compagnie. Finalement, Air Alpes prenait le contrôle de Pyrénair, Air Rouergue, Air Champagne Ardenne et Air Limousin. 
La ligne Pau/Bordeaux est suspendue le 2 décembre 1974. 
La DATAR versait 300 000 francs de subventions en 1976 à Pyrénair (subventions accordées pour l'exploitation des lignes par les collectivités locales et les chambres de commerce ainsi que par la Délégation à l'aménagement du territoire et à l'action régionale). 
Le DHC-6 immatriculé F-BOOH (s/n 72) d'Air Alpes (entrée en flotte Air Alpes le 7 décembre 1967 pour la ligne Chambéry/Grenoble/Nice/Ajaccio) passe sous pavillon Pyrénair en 1975 puis est vendu à Air Rouergue en 1976. 
Le 1er novembre 1977, Pyrénair ouvre la liaison Biarritz - Pau - Lyon. 
Au 01 janvier 1978, la compagnie disposait de deux De Havilland Canada Twin Otter (1x DHC-6/200 et 1x DHC-6/300) et de 15 effectifs dont 10 PNT (personnels navigants techniques). 
En grande difficulté financière, la ligne Biarritz-Pau-Lyon était reprise début 1979 par Air Littoral. 
Pyrénair a été absorbé dans le réseau UAR-Air Rouergue puis transféré sur l'aéroport de Biarritz. Le Président directeur général de la compagnie était alors Mr Claude Chegut (fondateur d'Air Rouergue) et le directeur général Philippe Wallet.

## Code I.A.T.A.
Pyrénair avait obtenu différents codes de l'Association internationale du transport aérien.
- 1972 : YD[12].
- 1978 : OY[13],[14].

## Statistiques
Nombre de passagers transportés:
| 1972* | 1973  | 1975  |
| ----- | ----- | ----- |
| 1 259 | 3 994 | 5 070 |

*Commence son activité régulière courant 1972.

## Le réseau
1972
- Pau-Toulouse,
- Pau-Bordeaux,

1974
- Pau-Tarbes/Lourdes-Toulouse

1978
- Biarritz-Pau-Toulouse,
- Pau-Biarritz,
- Biarritz-Pau-Lyon,
- Pau-Lyon.

## Flotte
- De Havilland Canada DHC-6 : F-BOOH[17],
- Beechcraft 18 : F-BIEK, F-BTCS
- Beechcraft 60 Duke
- Beechcraft C-45
- Cessna 206: F-BSRX,
- Morale Saulnier MS 893A: F-BRDL,
- Piper PA 38: F-GCCF.